# Richard Roland Holst

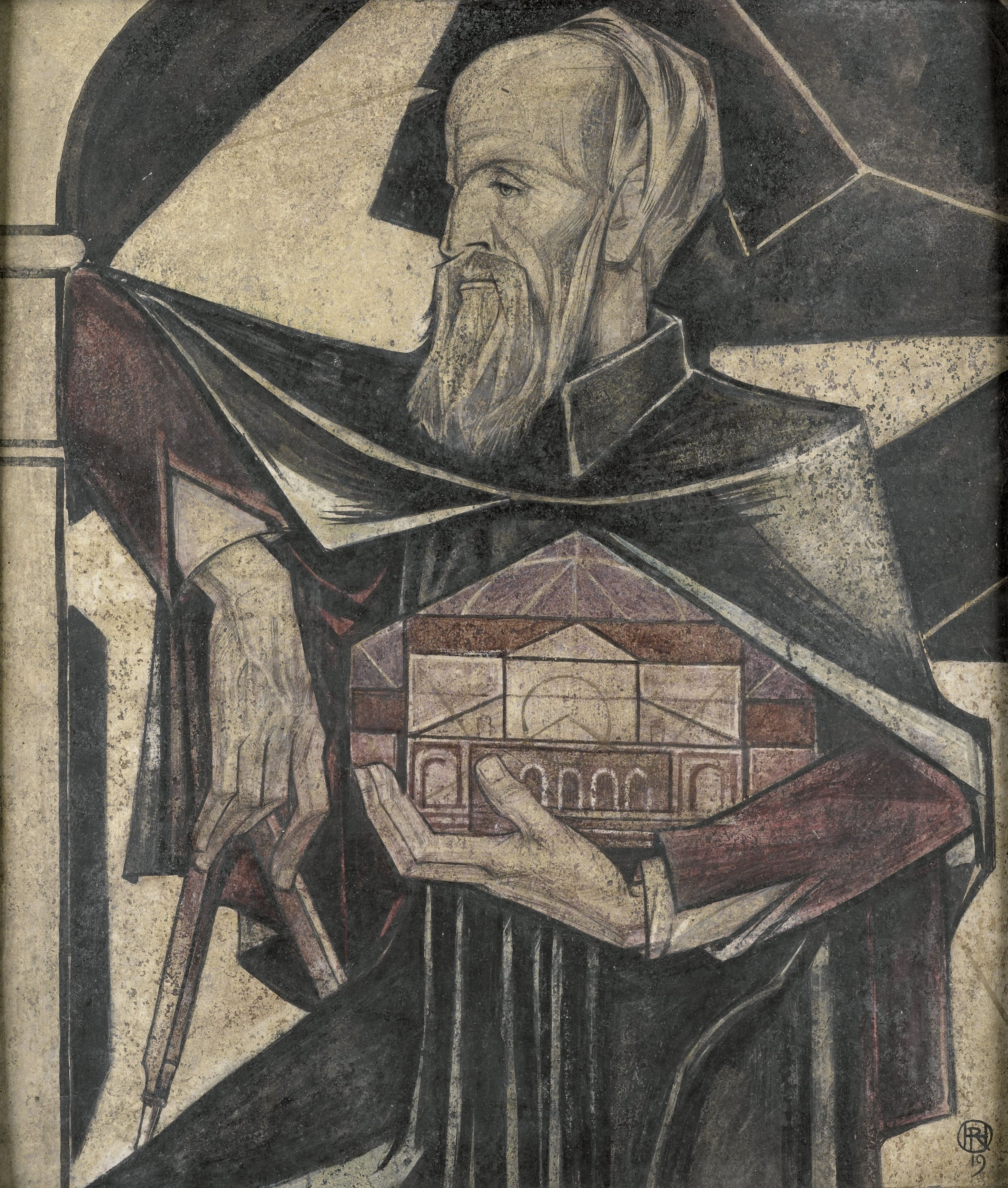
El constructor (1919), Rijksmuseum, Ámsterdam

Richard Nicolaüs Roland Holst (Ámsterdam, 4 de diciembre de 1868-Bloemendaal, 31 de diciembre de 1938) fue un pintor, dibujante, grabador y diseñador simbolista neerlandés. 

## Biografía
Era hijo de Adriaan Roland Holst y Sabina Posthumus. Casó con la poetisa Henriette Roland-Holst. Estudió en la Rijksacademie van Beeldende Kunsten de Ámsterdam. Sus primeras obras se enmarcaron en el impresionismo, pero desde 1891 se adentró en el simbolismo. Al igual que Jan Toorop y Johan Thorn-Prikker, los otros exponentes del simbolismo neerlandés, tuvo contactos con el grupo belga Les Vingt y con los Rosacruz. En su obra se evidencia la influencia de Dante Gabriel Rossetti, James McNeill Whistler y Aubrey Beardsley. Desde 1900 se dedicó al arte monumental.